# Superliga
Superliga ili Europska Superliga (pravno ime: European Super League Company, S.L.) planirano je godišnje klupsko nogometno natjecanje na kojem će se natjecati posebna skupina najjačih europskih klubova. Natjecanje će biti rival UEFA Ligi prvaka ili će ga eventualno zamijeniti. Nakon dugih spekulacija oko stvaranja „Europske Superlige”, natjecanje je uspostavilo dvanaest klubova u travnju 2021. godine, a još tri su se trebala pridružiti. Ovih petnaest „klubova osnivača” stalni su sudionici ovog natjecanja te će oni nad njim vladati. Dodatnih pet klubova moći će se godišnje kvalificirati za natjecanje na osnovu svojih učinaka u prethodnoj sezoni. Prema organizaciji, natjecanje će početi „čim to bude moguće”, a razgovori o njemu počinju prije ili tijekom kolovoza 2021. godine.
Florentino Pérez prvi je predsjednik Europske Superlige.

## Povijest
Prijedlozi za stvaranje Europske Superlige datiraju od 1998. godine, kada je talijanska tvrtka Media Partners istraživala tu mogućnost, no to je bilo bezuspješno jer je UEFA odlučila proširiti Ligu prvaka. Tijekom naredna dva desetljeća izneseni su različiti prijedlozi, no oni su bili s malo uspjeha.

## Osnivanje
Liga je najavljena 18. travnja 2021. godine, putem priopćenja za javnost koje su poslali klubovi osnivači. Najava je uslijedila uoči sastanka Izvršnog odbora UEFA-e, koji je namjeravao obnoviti i proširiti UEFA-inu Ligu prvaka od sezone 2024./25., kako bi zbog pritiska elitnih europskih klubova došlo do povećanja broja utakmica i prihoda. U priopćenju se navodi namjera da se „osiguraju kvalitetnije utakmice i dodatni financijski resursi za ukupnu nogometnu piramidu”, dok se istovremeno „pruža (znatno) veći ekonomski rast i podrška europskom nogometu kroz dugoročnu posvećenost neiskorištenim solidarnim plaćanjima koja će rasti u skladu s prihodima iz lige”.
Osim natjecanja za muškarce, organizacija također planira pokrenuti žensku ekvivalentu „čim to bude moguće”.

## Klubovi osnivači
██ Država članica UEFA-e s klubovima osnivačima Superlige
Dvanaest klubova objavilo je da su osnivači natjecanja, a još se tri trebaju pridružiti prije prve sezone. Među tih dvanaest klubova je engleska „Velika šestorka”, kao i tri španjolska i tri talijanska kluba. Petnaest klubova osnivača bit će stalni sudionici natjecanja i upravljat će organizacijom. Francuski, njemački i portugalski klubovi, uključujući Paris Saint-Germain, Bayern München, Borussiju Dortmund i Porto, odbili su se pridružiti natjecanju.
- Arsenal (napustio ligu 20. travnja)[7]
- Chelsea (napustio ligu 21. travnja)[8]
- Liverpool (napustio ligu 20. travnja)[9]
- Manchester City (napustio ligu 20. travnja)[10]
- Manchester United (napustio ligu 20. travnja)[11]
- Tottenham Hotspur (napustio ligu 20. travnja)[12]
- Inter Milan (napustio ligu 21. travnja)[13]
- Juventus
- Milan (napustio ligu 21. travnja)[14]
- Atlético Madrid (napustio ligu 21. travnja)[15]
- Barcelona
- Real Madrid  (napušta ligu do 1. lipnja)

## Raspored natjecanja
Na natjecanju će nastupiti 20 klubova, uključujući 15 klubova osnivača. Preostalih 5 klubova odlučit će kvalifikacijski mehanizam zasnovan na učinku klubova u prethodnoj sezoni. Počevši od kolovoza, klubovi će biti podijeljeni u dvije skupine po deset te će klubovi igrati domaće i gostujuće utakmice tijekom sredine tjedna, kako bi klubovi i dalje mogli sudjelovati u svojim domaćim ligama. Tri najbolja kluba iz svake skupine plasirat će se u četvrtfinale, dok će se klubovu plasirati na četvrto i peto mjesto iz svake skupine, te će se natjecati u dvonavratnom doigravanju kako bi odlučili posljednja dva četvrtfinalista. Ostatak natjecanja održat će se u četverotjednom razdoblju na kraju sezone, a četvrtfinale i polufinale sadržavat će dvonavratne utakmice, dok će se finale igrati kao jedna utakmica u svibnju na neutralnom terenu.

## Nagrade
Natjecanje će davati solidarne isplate klubovima koji će se natjecati. Te isplate mogu se povećavati u skladu s ligaškim prihodima. Organizacija je izjavila da će solidarne isplate biti veće od onih na postojećim europskim natjecanjima, za koje se očekuje da će biti „veće od 10 milijardi eura tijekom početnog razdoblja posvećenosti klubova”, a da će osnivači klubova dobiti 3,5 milijardi eura za podržavanje planova ulaganja u infrastrukturu i kompenzirati učinak pandemije COVID-19. Američki gigant JPMorgan Chase navodno je glavni financijski potpornik planirane Superlige, koja je obećala dati 5 milijardi američkih dolara za natjecanje.

## Rukovodstvo
Sljedeći nogometni rukovodioci potvrđeni su kao vođe organizacije:
Perez i Agnelli

## Recepcija
Najava je izazvala negativne reakcije UEFA-e, Engleskog nogometnog saveza i Premier lige, Talijanskog nogometnog saveza i talijanske Serie A te Španjolskog nogometnog saveza i španjolske La Lige, iz kojih su osnivački klubovi. Objavili su zajedničko priopćenje u kojem navode da će „razmotriti sve mjere koje su nam na raspolaganju, na svim razinama, kako pravosudnim, tako i sportskim” kako bi spriječili nastanak Superlige. UEFA i tri države upozorile su da će bilo kojim klubovima uključenim u Superligu biti zabranjena sva druga domaća, europska i svjetska nogometna natjecanja, uključujući Europsko i Svjetsko prvenstvo. Također su zaprijetili da bi igračima koji su uključeni moglo biti zabranjeno predstavljati svoje reprezentacije na međunarodnim utakmicama. Nogometni savezi i najviše lige Francuske i Njemačke, iz kojih se još nisu pridružili nijedan klub, također su objavile izjave koje se protive predloženoj Superligi.
Europsko udruženje klubova, čiji je tadašnji predsjednik Andrea Agnelli potpredsjednik Superlige, održalo je hitan sastanak i naknadno najavilo protivljenje tom planu. Agnelli, također član Izvršnog odbora UEFA-e, s klubovima osnivačima Superlige nije prisustvovao online sastanku. Agnelli je nakon toga dao ostavku na mjesto predsjednika Europskog udruženja klubova i člana Izvršnog odbora UEFA-e, a svih dvanaest klubova Superlige također je napustilo Europsko udruženje klubova. FIFA je također izrazila svoje neodobravanje izjave.
Reakcija bivšeg igrača Manchester Uniteda Garyja Nevillea izazvala je snažnu pažnju na društvenim mrežama, nazvavši formaciju „čistom pohlepom” i posebno razočaran zbog prijema u klub njegovog bivšeg, rekavši da se moraju poduzeti stroge mjere protiv klubova osnivača, uključujući zabrane europskih natjecanja i oduzimanje bodova. Brojne navijačke grupe, uključujući navijače Tottenhama Hotspura, Arsenala, Chelseaja i Liverpoola, također su se usprotivile tom potezu pozivajući na bojkot utakmica.

## Vanjske poveznice
- Službena web-stranica